# Річиця (Іванківський район)
Річиця — колишнє село в Україні в Іванківському районі Київської області. До 1986 року знаходилось у ліквідованому Чорнобильському районі Київської області. Знято з обліку через відселення мешканців внаслідок аварії на ЧАЕС.
Село розташоване на відстані 45 км на захід від міста Чорнобиль (поблизу села Товстий Ліс). Було центром сільської ради до якої належали села Буряківка, Нова Красниця та Рудьки. В 1970-х роках у селі налічувалось 709 осіб та існувала початкова школа. На межі 1970-80-х рр. у селі проживало близько 740 мешканців.
Напередодні аварії на ЧАЕС у селі мешкало 615 мешканці, було 266 дворів. Виселене внаслідок сильного радіоактивного забруднення. Мешканці села після аварії на ЧАЕС були відселені у села Плахтянка та Гавронщина.
Відселення мешканців із забруднених територій відбулось у 1986 році. У 1999 році село було виключене з обліку за відсутністю жителів.
Після Чорнобильської катастрофи село увійшло до 10-кілометрової зони відчуження.
Частина села згоріла під час лісових пожеж у 1992 році.
Частина території села згоріла під час лісових пожеж у 2020 році.
З кінця лютого до 1 квітня 2022 року село було окуповане російськими військами.